# Peter Gabriel (album 1982)
Peter Gabriel – czwarty album Petera Gabriela. Album ten w Stanach Zjednoczonych wydany został pod tytułem Security.
Na brzmienie tego albumu składają się głównie instrumenty elektroniczne (Gabriel wykorzystał między innymi Fairlight CMI) oraz przetworzone elektronicznie instrumenty akustyczne. Nagrywanie odbyło się w ówczesnym domu Gabriela – Ashcombe House w hrabstwie Somerset, w Anglii, na przełomie 1981 i 1982 r. Album został zremasterowany w 2002 r.
Utwory są zróżnicowane tematycznie. „The Rhythm of the Heat” jest oparty na doświadczeniach Carla Gustava Junga, gdy ten obserwował afrykańskich bębniarzy. „San Jacinto” skupia się na bólu i strachu Indianina, który obserwuje jak kultura jego przodków zanika pod naporem współczesnego społeczeństwa. „Shock the Monkey” opowiada o zazdrości, używa symboliki, by opisać osobiste lęki. „Lay Your Hands on Me” podejmuje temat uzdrawiania poprzez zaufanie, temat ten pojawił się także w późniejszych albumach Gabriela. „The Family and the Fishing Net” porównuje współczesny ślub do składania ofiary voodoo. „Wallflower” opowiada o traktowaniu więźniów politycznych w Ameryce Łacińskiej w latach '80.
Utwór „Shock the Monkey” został wykorzystany w filmie Projekt X z Matthew Broderickiem w roli głównej oraz w 110 odcinku serialu animowanego South Park. „Wallflower” został wykorzystany w filmie Ptasiek, w którym wystąpili Matthew Modine i Nicolas Cage. „I Have The Touch” został użyty w filmie Czekoladowa wojna, alternatywna wersja utworu pojawiła się w filmie Fenomen z Johnem Travoltą, a jego cover w wykonaniu Heather Novy wykorzystano w filmie Szkoła czarownic.

## Lista utworów
Wszystkie utwory napisane przez Petera Gabriela.

### Strona A
1. „The Rhythm of the Heat” – 5:15
2. „San Jacinto” – 6:21
3. „I Have the Touch” – 4:30
4. „The Family and the Fishing Net” – 7:00

### Strona B
1. „Shock the Monkey” – 5:23
2. „Lay Your Hands on Me” – 6:03
3. „Wallflower” – 6:30
4. „Kiss of Life” – 4:17

## Muzycy
- Peter Gabriel – śpiew, syntezator
- Tony Levin – gitara basowa
- David Rhodes – gitara
- Jerry Marotta – bębny, perkusja
- Larry Fast – syntezator
- John Ellis – śpiew (utwory 1, 3, 8), gitara (2, 4)
- Roberto Laneri – saksofon (4)
- Morris Pert – timbales (6), perkusja (8)
- Stephen Paine – Fairlight CMI (4)
- David Lord – syntezator (6, 7), pianino (7, 8)
- Peter Hammill – chórki (4, 5, 6)
- Jill Gabriel – chórki (2)
- Ekome Dance Company – afrykańskie bębny (1)
- Simon Phillips – bębny (3)